# Charles Macintosh (Botaniker)
Charles Macintosh (* 1839 in Inver; † 1922 in Dunkeld) war ein schottischer autodidaktischer Naturwissenschaftler. Er war ein Spezialist für Moose, Farne und Pilze. Im Hauptberuf war er Gemeindepostbote in Perthshire. Auf seinen Dienstgängen trieb er intensive Naturstudien. 1883 wurde er zum außerordentlichen Mitglied der Naturwissenschaftlichen Gesellschaft von Perth gewählt. Dort hielt er zahlreiche Vorträge. Seine Sammlungen befinden sich im Museum von Perth.

## Leben
Charles Macintosh arbeitete zunächst in einer Sägemühle, verlor aber durch einen Unfall eine Hand und wurde dann Postbote. Er interessierte sich für Botanik, Geologie, Astronomie und Ornithologie und wurde durch seine autodidaktischen Forschungen und Studien auf diesen Gebieten bekannt. Er schrieb zahlreiche Abhandlungen für die Transactions and Proceedings of the Perthshire Society of Natural Science, darunter eine über die Entdeckung der Spezies Cucurbitaria pithyophila, und war an der Entdeckung etlicher Fungi beteiligt. Er entdeckte auch mehrere Relikte aus der Steinzeit, darunter etliche Steinäxte. 
1873 wurde er zum Associate der Perthshire Society of Natural Science gewählt. Für diese Gesellschaft veranstaltete er auch Führungen in der Umgebung seiner Heimat, wenn die sommerlichen Exkursionen anstanden, außerdem führte er zahlreiche Schulklassen und sammelte Exponate für das Museum von Perth.
Aus einer musikbegeisterten Familie stammend, war Charles Macintosh auch Leiter des Chores der Kirche von Little Dunkeld und Superintendent seiner Sonntagsschule; zeitweise spielte er auch im Streicherensemble seines Bruders James Macintosh.
Beatrix Potter, die Macintosh im Jahr 1892 kennenlernte, beschrieb ihn allerdings als einen eher schüchternen Mann. Sie hatte sich darum bemüht, seine Bekanntschaft zu machen, weil sie ihm ihre Zeichnungen zur Begutachtung zeigen wollte, und berichtete in ihrem Tagebuch über die Begegnung: „Schließlich erschien er dann zu einer Verabredung, mit seinem weichen Hut, einem Gehstock, einem kleinen Bündel und sehr schmutzigen Schuhen [...] Zuerst war er ganz schrecklich schüchtern und unbeholfen [...] Er ist ein wahrer Drache an Gelehrsamkeit und alles andere als ein Küchenlateiner [...] Um nichts in der Welt würde ich mich über ihn lustig machen, aber er erinnerte mich so sehr an einen beschädigten Laternenpfahl. Allmählich lief er zu seinem Lieblingsthema auf, seine Bemerkungen knapp und auf den Punkt, gewissenhaft und präzise, wie es einem Korrespondenten des gelehrten Mr. Barclay von Glamis zukommt. Als wir Pilze diskutierten, wurde er ganz aufgeregt und sprach mit wahrhaft poetischem Gefühl über ihre wunderbaren Farben [...] Wenn man ihm begegnet, ist eine verängstigtere, verschrecktere Vogelscheuche kaum denkbar. Sehr lang und dünn, gebeugt, schwachbrüstig, ein Arm baumelt herab, und der viel zu kurze Gehstock hängt an einer Schlaufe über dem Stumpf, zwei lange Strähnen eines Backenbarts wehen über die Schultern, es tropft vom Hut und von der Nase, wäßrige Augen, die auf die Pfützen oder sonst etwas gerichtet sind, nur nicht auf das Gesicht eines Entgegenkommenden [...] Es war immer ein Vergnügen, die Abdrücke von Charlies Nagelschuhen Pfütze für Pfütze nachzuhüpfen [...]“ Potter blieb in den folgenden Jahren mit Macintosh in Kontakt, der ihr als Mentor auf dem Gebiet der Mykologie diente und an der Entwicklung ihrer Pilzzeichnungen und -gemälde sowie ihrer wissenschaftlichen Erkenntnisse wesentlichen Anteil hatte. In seiner Sammlung, die er dem Museum von Perth vermachte, befanden sich auch 24 Aquarelle von Potters Hand.
Nach Macintoshs Tod fand eine Geldsammlung statt, die drei Zwecken dienen sollte: der Errichtung eines Gedenksteins, der Anschaffung einer Gedenktafel und der Einrichtung einer Stiftung. Der Gedenkstein wurde auf dem Kirchhof von Little Dunkeld, wo Macintosh begraben wurde, errichtet. Er wurde von Thomas MacLaren in Perth entworfen, besteht aus rauem Granit und trägt ein Kreuz, das der Gestalt der frühesten in der Gegend gefundenen christlichen Kreuze nachempfunden ist. An seinem Geburtshaus, das er fast sein ganzes Leben lang bewohnte, befindet sich die Informationstafel mit seinen Lebensdaten. Die Stiftung diente dazu, Preise für naturwissenschaftliche Arbeiten an Schulen in Perthshire zu finanzieren.

## Familie
Charles Macintosh war ein älterer Bruder des Komponisten James Macintosh (1846–1937). Sein Vater hieß Charlie Macintosh, sein Onkel wiederum James Macintosh (1791–1879). Dieser war der letzte Schüler von Niel Gow und gehörte der Band an, die 1822 anlässlich des Besuchs des Königs Georg IV. in Edinburgh spielte. Der Großvater, Charlie Macintosh, stammte aus dem Norden von Schottland und war um 1780 nach Inver gezogen, um den Dienst in der East India Company zu umgehen.